# Фаминский, Валерий Всеволодович
Валерий Всеволодович Фаминский (2 [15] мая 1914, Москва — 1993, Москва) — советский фотограф, участник Великой Отечественной войны, военный фоторепортёр.

## Биография
Родился в 1914 году в Москве. Отец — Фаминский Всеволод Васильевич, сын действительного статского советника, мать — Фаминская Прасковья Борисовна (урождённая Терпсихорова). Был крещён 18 мая 1914 в церкви Богородицы-Рождественской при Екатерининском богодельном доме. Восприемники — сын потомственного дворянина Николай Николаевич Савицкий и дочь действительного статского советника девица Мелица Васильевна Фаминская.
По образованию художник, в тридцатые годы оформлял витрины выставочные стенды в музеях. Призыву на военную службу не подлежал — «белый билет» из-за сильной близорукости. Но с 1943 по 1945 год — доброволец в звании рядового, фотокорреспондент Главного военно-санитарного управления. Побывал на семи фронтах Второй мировой войны. Участвовал в освобождении Крыма и вхождении советских войск в Берлин. Награждён Орденом Красной звезды. После войны более 40 лет проработал фотохудожником в Московском городском отделении Художественного фонда РСФСР.
В 2016 году фотограф Артур Бондарь купил архив фотографа на сайте частных объявлений. В 2017 году на краудфандинговой платформе Planeta.ru была выпущена книга Валерия Фаминского «V.1945». Готовится к печати вторая книга фотографий Фаминского: «КРЫМ 1944».

## Книги Валерия Фаминского
- 2017 — «V.1945» (идея Артур Бондарь, дизайнер Константин Ерёменко)
- 2018 — Vorwort von Prof. Dr. Peter Steinbach. Berlin Mai 1945 / Valery Faminsky. Verlag Buchkunst Berlin. 184 Seiten mit 114 Schwarz-Weiß-Abbildungen. Deutsch/Englisch. — ISBN 978-3-9819805-8-5.

## Книги с участием Валерия Фаминского
- 1987 «Антология Советской фотографии, 1941—1945» Издательство «Планета», Москва(стр. 222—227)
- 2014 «Образование в современной школе. № 5 2014» Москва, (стр. 12-23)
- 2015 «Невский альманах. № 2 (81) 2015» Санкт-Петербург (стр. 29-35)
- 2016 «Фотолетопись Великой Отечественной войны. 1941—1945». МДФ. Москва[4]
- 2016 «Россия. XX век в фотографиях. 1941—1964». МДФ. Москва[5]

## Персональные выставки
- 1979 — «50 лет с фотокамерой по военным и мирным дорогам». Союз художников СССР, Москва.
- 2017 — «Май сорок пятого Берлин тчк» (куратор Артур Бондарь). Галерея классической фотографии, Москва.
- 2017 — «Берлин 1945. Валерий Фаминский» (куратор Артур Бондарь, Андрей Поликанов, Светлана Софина), Сад им. Баумана, Москва.
- 2017 — Валерий Фаминский «V.1945» (куратор Артур Бондарь). Арт Галерея Арка, Углич.
- 2017 — Валерий Фаминский «V.1945» (куратор Артур Бондарь, Екатерина Богачевская). Галерея Фотографика. Санкт-Петербург.

## Работы находятся в собраниях
- Военно-медицинский музей, Санкт-Петербург.
- Государственный музейно-выставочный центр «РОСИЗО», Москва.
- Мультимедиа Арт Музей, Москва / Музей «Московский Дом фотографии», Москва.
- Частная коллекция Артура Бондаря

## Пресса
- Григорий Бакланов. «Все так, как было …». Журнал Советское фото № 5 1980 г. Стр. 10-20
- James Estrin. Rare Photos Show World War II From the Soviet Side. The New York Times. 2016
- Артур Бондарь. «Крым во время войны. Фотографии фронтового репортера Валерия Фаминского» Медуза. 2017
- Артур Бондарь. «Берлин 1945. Вторая мировая война, какой вы её не видели: уникальные фотографии из архива советского фотокорреспондента Валерия Фаминского». Colta.ru. 2017
- Артур Бондарь «Фронтовые негативы: уникальные кадры Берлина весной 1945» РБК 2017
- Arthur Bondar, Tom Vennink. Gewonde Sovjet-soldaten, niet voor publicatie Volkskrant 2017
- Arthur Bondar, Marion Quillard. Berlin: Recovered photos 6’Mois 2017
- Arthur Bondar, Anna-Lena Laurén. Arkivskatt sticker hål på rysk myt Dagens Nyheter 2017